# Roms Grand Prix

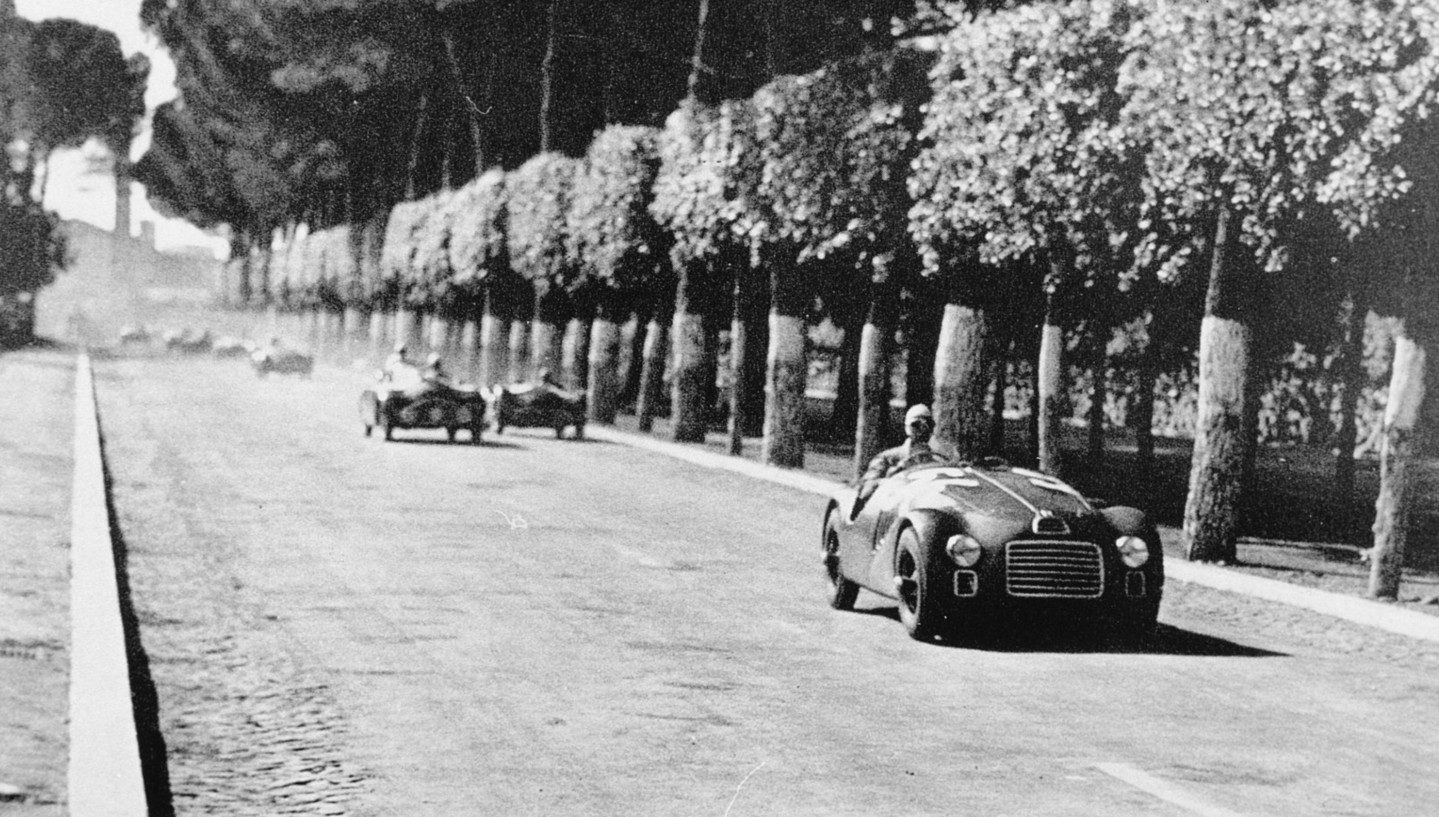
Franco Cortese i en Ferrari 125 S, vinnare av loppet 1947.

Roms Grand Prix, ursprungligen Premio Reale di Roma, var en biltävling som kördes i Rom mellan 1925 och 1991.

## Historia
Premio Reale di Roma kördes mellan 1925 och 1932 med Grand Prix-bilar. Efter andra världskriget hölls Roms Grand Prix omväxlande med sportvagnar och formel 2-bilar. 1954 och 1963 kördes loppet med formel 1-bilar.
Från 1964 hölls formel 2- och senare formel 3000-lopp på Autodromo di Vallelunga.

## Vinnare av Roms Grand Prix
| År             | Förare                | Bil               | Kategori       | Bana               |
| -------------- | --------------------- | ----------------- | -------------- | ------------------ |
| 1925           | Carlo Masetti         | Bugatti           | Grand Prix     | Monte Mario        |
| 1926           | Aymo Maggi            | Bugatti           | Grand Prix     | Valle Giulia       |
| 1927           | Tazio Nuvolari        | Bugatti           | Grand Prix     | Parioli            |
| 1928           | Louis Chiron          | Bugatti           | Grand Prix     | Tre Fontane        |
| 1929           | Achille Varzi         | Alfa Romeo        | Grand Prix     | Tre Fontane        |
| 1930           | Luigi Arcangeli       | Maserati          | Grand Prix     | Tre Fontane        |
| 1931           | Ernesto Maserati      | Maserati          | Grand Prix     | Littorio           |
| 1932           | Luigi Fagioli         | Maserati          | Grand Prix     | Littorio           |
| 1933 till 1946 | Inga tävlingar        | Inga tävlingar    | Inga tävlingar | Inga tävlingar     |
| 1947           | Franco Cortese        | Ferrari           | Sportvagn      | Terme di Caracalla |
| 1948           | Ingen tävling         | Ingen tävling     | Ingen tävling  | Ingen tävling      |
| 1949           | Luigi Villoresi       | Ferrari           | Formel 2       | Terme di Caracalla |
| 1950           | Alberto Ascari        | Ferrari           | Formel 2       | Terme di Caracalla |
| 1951           | Mario Raffaeli        | Ferrari           | Formel 2       | Terme di Caracalla |
| 1952 till 1953 | Inga tävlingar        | Inga tävlingar    | Inga tävlingar | Inga tävlingar     |
| 1954           | Onofre Marimón        | Maserati          | Formel 1       | Castelfusano       |
| 1955           | Ingen tävling         | Ingen tävling     | Ingen tävling  | Ingen tävling      |
| 1956           | Jean Behra            | Maserati          | Sportvagn      | Castelfusano       |
| 1957 till 1962 | Inga tävlingar        | Inga tävlingar    | Inga tävlingar | Inga tävlingar     |
| 1963           | Bob Anderson          | Lola              | Formel 1       | Vallelunga         |
| 1964           | Jo Schlesser          | Brabham           | Formel 2       | Vallelunga         |
| 1965           | Richard Attwood       | Lola              | Formel 2       | Vallelunga         |
| 1966           | Ernesto Brambilla     | Brabham           | Formel 3       | Vallelunga         |
| 1967           | Jacky Ickx            | Matra             | Formel 2       | Vallelunga         |
| 1968           | Ernesto Brambilla     | Ferrari           | Formel 2       | Vallelunga         |
| 1969           | Johnny Servoz-Gavin   | Matra             | Formel 2       | Vallelunga         |
| 1970           | Ingen tävling         | Ingen tävling     | Ingen tävling  | Ingen tävling      |
| 1971           | Ronnie Peterson       | March             | Formel 2       | Vallelunga         |
| 1972           | Ingen tävling         | Ingen tävling     | Ingen tävling  | Ingen tävling      |
| 1973           | Jacques Coulon        | March             | Formel 2       | Vallelunga         |
| 1974           | Patrick Depailler     | March             | Formel 2       | Vallelunga         |
| 1975           | Vittorio Brambilla    | March             | Formel 2       | Vallelunga         |
| 1976           | Jean-Pierre Jabouille | Elf               | Formel 2       | Vallelunga         |
| 1977           | Bruno Giacomelli      | March             | Formel 2       | Vallelunga         |
| 1978           | Derek Daly            | Chevron           | Formel 2       | Vallelunga         |
| 1979           | Marc Surer            | March             | Formel 2       | Vallelunga         |
| 1980           | Brian Henton          | Toleman           | Formel 2       | Vallelunga         |
| 1981           | Eje Elgh              | Maurer Motorsport | Formel 2       | Vallelunga         |
| 1982           | Corrado Fabi          | March             | Formel 2       | Vallelunga         |
| 1983           | Beppe Gabbiani        | March             | Formel 2       | Vallelunga         |
| 1984           | Mike Thackwell        | Ralt              | Formel 2       | Vallelunga         |
| 1985           | Emanuele Pirro        | March             | Formel 3000    | Vallelunga         |
| 1986           | Ivan Capelli          | March             | Formel 3000    | Vallelunga         |
| 1987           | Stefano Modena        | March             | Formel 3000    | Vallelunga         |
| 1988           | Gregor Foitek         | Lola              | Formel 3000    | Vallelunga         |
| 1989           | Fabrizio Giovanardi   | March             | Formel 3000    | Vallelunga         |
| 1990           | Ingen tävling         | Ingen tävling     | Ingen tävling  | Ingen tävling      |
| 1991           | Alessandro Zanardi    | Reynard           | Formel 3000    | Vallelunga         |